# Luciano Tovoli
Luciano Tovoli (Massa Marittima, 30 ottobre 1936) è un direttore della fotografia italiano.

## Biografia
Nel 2007 divenne il primo membro onorario di Imago, la Federazione europea dei direttori della fotografia da lui fondata.

## Filmografia

### Direttore della fotografia
- Banditi a Orgosolo, regia di Vittorio De Seta (1961)
- Come l'amore, regia di Enzo Muzii (1968)
- ...e vennero in quattro per uccidere Sartana!, regia di Demofilo Fidani (1969)
- L'invitata, regia di Vittorio De Seta (1969)
- Una macchia rosa, regia di Enzo Muzii (1970)
- L'amante giovane, regia di Maurice Pialat (1972)
- Pane e cioccolata, regia di Franco Brusati (1974)
- Léonor, regia di Juan Luis Buñuel (1975)
- Professione: reporter, regia di Michelangelo Antonioni (1975)
- La donna della domenica, regia di Luigi Comencini (1975)
- Suspiria, regia di Dario Argento (1977)
- L'ultima donna, regia di Marco Ferreri (1976)
- Il deserto dei Tartari, regia di Valerio Zurlini (1976)
- Il mistero di Oberwald, regia di Michelangelo Antonioni (1980)
- Il vizietto II, regia di Édouard Molinaro (1980)
- Il pap'occhio, regia di Renzo Arbore (1980)
- Bianco rosso e Verdone, regia di Carlo Verdone (1981)
- Oltre la porta, regia di Liliana Cavani (1982)
- Tenebre, regia di Dario Argento (1982)
- Bianca, regia di Nanni Moretti (1984)
- Police, regia di Maurice Pialat (1985)
- Fracchia contro Dracula, regia di Neri Parenti (1985)
- Matrimonio con vizietto (Il vizietto III), regia di Georges Lautner (1985)
- Due fuggitivi e mezzo, regia di Francis Veber (1986)
- Splendor, regia di Ettore Scola (1988)
- Love Dream, regia di Charles Finch (1988)
- Vanille fraise, regia di Gérard Oury (1989)
- Che ora è, regia di Ettore Scola (1989)
- Il mistero Von Bulow, regia di Barbet Schroeder (1990)
- Il viaggio di Capitan Fracassa, regia di Ettore Scola (1991)
- Inserzione pericolosa, regia di Barbet Schroeder (1992)
- L'orso di peluche, regia di Jacques Deray (1994)
- Il bacio della morte, regia di Barbet Schroeder (1995)
- Lo Jaguar, regia di Francis Veber (1995)
- Prima e dopo, regia di Barbet Schroeder (1996)
- Soluzione estrema, regia di Barbet Schroeder (1998)
- La cena dei cretini, regia di Francis Veber (1999)
- Titus, regia di Julie Taymor (1999)
- L'apparenza inganna, regia di Francis Veber (2000)
- Formula per un delitto, regia di Barbet Schroeder (2002)
- Sta' zitto... non rompere, regia di Francis Veber (2002)
- L'amore nascosto, regia di Alessandro Capone (2007)
- Inju, la bête dans l'ombre, regia di Barbet Schroeder (2007)
- Dracula 3D, regia di Dario Argento (2011)
- Amici miei - Come tutto ebbe inizio, regia di Neri Parenti (2011)
- Che strano chiamarsi Federico, regia di Ettore Scola (2013)
- Il padre di mia figlia, regia di Carlo Alberto Biazzi - Cortometraggio (2016)

### Regista
- Il generale dell'armata morta (1983)

## Riconoscimenti
- 1976 - Nastro d'argento
  - Premio per la migliore fotografia per Professione: reporter
- 1989 - Nastro d'argento
  - Premio per la migliore fotografia per Splendor
- Le Giornate della Luce - I Quarzi di Spilimbergo
  - Premio Quarzo D’Oro alla carriera

## Pubblicità
Negli anni Ottanta e Novanta ha lavorato anche a molti short pubblicitari per l'Italia e per l'estero, collaborando con vari registi fra cui Carlo Vanzina (per la Vespa Piaggio). 

## Pubblicazioni
- Suspiria e dintorni. Conversazione con Luciano Tovoli, a cura di Piercesare Stagni e Valentina Valente, edizioni Artdigiland, 2018 (cartaceo ed ebook)